# Casimir I van Koejavië
Casimir I van Koejavië (circa 1211 - 14 december 1267) was een Poolse prins uit het huis Piasten. Vanaf 1233 was hij hertog van Koejavië, van 1239 tot 1261 heerste hij over Ląd, vanaf 1242 over Wyszogród, van 1247 tot 1261 was hij hertog van Sieradz, vanaf 1247 was hij hertog van Łęczyca en vanaf 1248 hertog van Dobrzyń.

## Levensloop
Casimir I was de tweede zoon van hertog Koenraad I van Mazovië en diens gemalin Agatha van Vladimir. Rond 1230 trad hij in het huwelijk met Hedwig, een dochter van hertog Wladislaus Odonic van Groot-Polen. Het huwelijk bleef kinderloos.
In 1233 schonk zijn vader hem het hertogdom Koejavië. Na de dood van zijn eerste vrouw hertrouwde Casimir I in 1239 met Constance, een dochter van groothertog Hendrik II van Polen. Als bruidsschat kreeg Casimir I van zijn schoonvader het gebied rond de stad Ląd, wat echter tot een lang conflict met het hertogdom Groot-Polen zou leiden. Casimir en Constance kregen twee zonen:
- Leszek II (circa 1240/1242 - 1288), hertog van Sieradz en groothertog van Polen.
- Ziemomysł (circa 1241/1245 - 1287), hertog van Inowrocław.

Casimir steunde actief het turbulente politieke beleid van zijn vader. Dit bracht hem ertoe om in 1242 het district Wyszogród te veroveren, dat daarvoor in handen was van de heersers van Gdańsk.
In augustus 1247 overleed Koenraad I. Volgens Koenraads laatste wil ging het hertogdom Mazovië naar zijn oudste zoon Bolesław I, terwijl zijn jongste zoon Ziemovit I Sieradz en Łęczyca kreeg. Casimir I zelf was zeer ontevreden over de erfenis die hij van zijn vader gekregen had en vond dat hij te weinig grondgebied had geërfd. Daarom viel hij de gebieden van zijn broers aan en hij slaagde erin om Sieradz en Łęczyca te veroveren. 
In 1248 stierf zijn oudere broer Bolesław I vrij onverwacht en omdat hij kinderloos was gebleven, ging Mazovië naar zijn jongste broer Ziemovit I. Casimir I profiteerde van de verwarring die na de dood van Bolesław I ontstaan was en slaagde erin om het hertogdom Dobrzyń te veroveren.
In de jaren 1250 probeerde Casimir I om de heidense Jatvingen tot het christendom te bekeren door vredevolle relaties met hen aan te knopen. De Duitse Orde, gesteund door de paus, weigerde echter om het project van Casimir I te ondersteunen, waardoor het mislukte. Het zou uiteindelijk tot in 1263 duren voordat de relatie tussen Casimir I en de Duitse Orde normaliseerde. Als hertog van Koejavië wilde Casimir I ook de noordergrenzen van zijn grondgebieden beter beveiligen, waarvoor hij de hulp inriep van de Tempeliers, die in de stad Łuków gevestigd waren. 
In 1257, na de dood van zijn tweede vrouw, huwde Casimir I met Euphrosina, een dochter van hertog Casimir I van Opole. Ze kregen volgende kinderen:
- Wladislaus I (circa 1260/1261 - 1333), hertog van Brześć Kujawski, hertog van Sieradz, groothertog en vanaf 1320 koning van Polen.
- Casimir II (circa 1261/1262 - 1294), hertog van Łęczyca.
- Ziemovit (circa 1262/1267 - 1312), hertog van Koejavië en hertog van Dobrzyń.
- Euphemia (circa 1265 - 1308), huwde met prins Joeri I van Galicië.

In zijn latere regeerperiode kende Casimir I interne problemen. Zo viel groothertog Bolesław V van Polen in 1258 Koejavië binnen, omdat hij het gebied rond de stad Ląd terugeiste. Nadat de missie slechts gedeeltelijk slaagde, organiseerde Bolesław V samen met onder meer Casimirs broer Ziemovit I een nieuwe veldtocht naar Koejavië. Ditmaal was de veldtocht wel een groot succes en in november 1259 werd Casimir I verplicht om het gebied rond de stad Ląd terug te geven aan Bolesław V. 
Casimir I weigerde dit echter te doen en in 1261 brak er opnieuw oorlog uit tussen Casimir I en Bolesław V. Hij raakte hierdoor in een moeilijke positie. Zijn oudste zoon Leszek II probeerde voordeel te halen uit deze situatie door een eigen gebied op te eisen. Hij deed dit om tegen de intriges van zijn stiefmoeder in te gaan, die meer grondgebied voor haar eigen kinderen wilde krijgen. Casimir I schonk daarop het gebied rond de stad Sieradz aan zijn oudste zoon. Nadat hij verslagen werd door Bolesław V moest Casimir I hetzelfde jaar het gebied rond de stad Ląd definitief afstaan. 
In december 1267 overleed Casimir I, waarna zijn gebieden over zijn vijf zoons verdeeld werden. Hij werd begraven in de kathedraal van Włocławek.

## Voorouders
| Voorouders van Casimir I van Koejavië | Voorouders van Casimir I van Koejavië                                          | Voorouders van Casimir I van Koejavië                                 | Voorouders van Casimir I van Koejavië                                  | Voorouders van Casimir I van Koejavië                                  |
| ------------------------------------- | ------------------------------------------------------------------------------ | --------------------------------------------------------------------- | ---------------------------------------------------------------------- | ---------------------------------------------------------------------- |
| Overgrootouders                       | Bolesław III van Polen (1073-1113) ∞ Salomea van Berg-Schelklingen (1101-1144) | Koenraad II van Moravië (-1161) ∞ Maria van Servië (-)                | ? (-) ∞ ? (–)                                                          | Rurik Rostislavich (-1215) ∞ Anna of Turov (-)                         |
| Grootouders                           | Casimir II van Polen (1138-1194) ∞ Helena van Znojmo (1141-1202/1206)          | Casimir II van Polen (1138-1194) ∞ Helena van Znojmo (1141-1202/1206) | Svjatoslav van Vladimir-Volynski (1176-1211) ∞ Yaroslava Rurikovna (-) | Svjatoslav van Vladimir-Volynski (1176-1211) ∞ Yaroslava Rurikovna (-) |
| Ouders                                | Koenraad I van Mazovië (1187-1247) ∞ Agatha van Vladimir (1190-1247)           | Koenraad I van Mazovië (1187-1247) ∞ Agatha van Vladimir (1190-1247)  | Koenraad I van Mazovië (1187-1247) ∞ Agatha van Vladimir (1190-1247)   | Koenraad I van Mazovië (1187-1247) ∞ Agatha van Vladimir (1190-1247)   |
| Casimir I van Koejavië (1211-1267)    |                                                                                |                                                                       |                                                                        |                                                                        |